# イジーリ
イジーリ（イタリア語: Isili）は、イタリア共和国サルデーニャ州南サルデーニャ県にある、人口約2,600人の基礎自治体（コムーネ）。

## 地理

### 位置・広がり

#### 隣接コムーネ
隣接するコムーネは以下の通り。括弧内のORはオリスターノ県所属を示す。
- ジェルジェーイ
- ジェストゥリ
- Laconi (OR)
- ヌラーグス
- ヌラッラーオ
- ヌッリ
- セッリ
- ヴィッラノーヴァ・トゥーロ